# 호프마이스터 꼬임

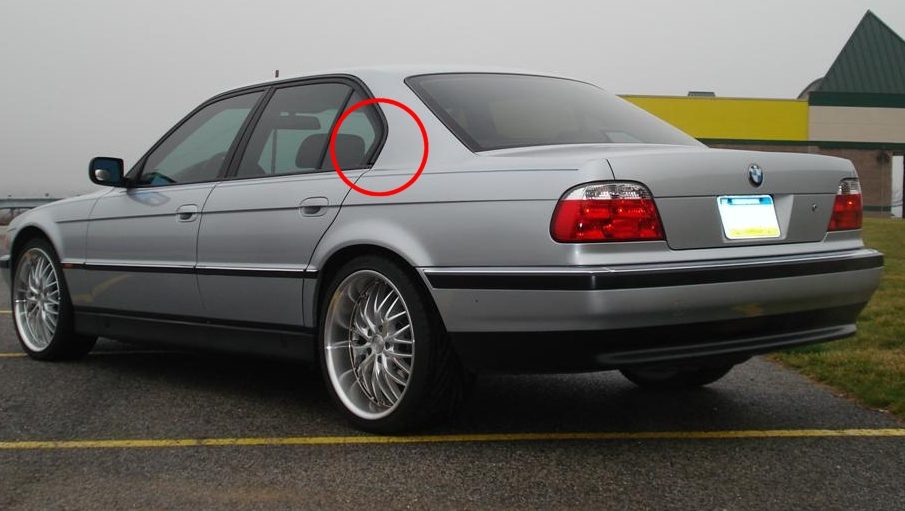
호프마이스터 꼬임이 적용된 1997년식 BMW 740i (E38) 차량.

호프마이스터 꼬임(Hofmeister kink)은 자동차 C필러의 하단부에 꺾인 듯한 각도로 이루어진 디자인 요소이다. 1955년부터 1970년까지 BMW의 디자인 책임자였던 빌헬름 호프마이스터의 이름을 딴 것이지만, 호프마이스터가 BMW에 재직하기 전에 만들어진 다른 브랜드의 자동차에도 존재한다.
호프마이스터 꼬임을 최초로 적용한 자동차들 중에는 1958년식 란치아 플라미니아 스포츠 자가토, 1961년식 란치아 플라비아 쿠페 등이 있다. 1961년 9월 프랑크푸르트 모터쇼에서 선보인 BMW 3200 CS와 BMW 1500은 당시 BMW 디자인 책임자였던 빌헬름 호프마이스터의 이름을 따서 명명된 최초의 BMW이다. 호프마이스터 꼬임은 BMW 차량과 흔히 연관되어 있지만, 유사한 C필러 디자인은 수많은 브랜드의 자동차들에서 등장했다. 1951년식 카이저 디럭스 골든드래곤, 1974년식 폭스바겐 골프 Mk1, 1977년식 시리즈 II 피아트 127, 1994년식 쉐보레 임팔라 SS 등에서 볼 수 있다.